# Aeroportul Curitibanos
Aeroportul Curitibanos (IATA: QCR, ICAO: SSKU) este un aeroport din Curitibanos, Santa Catarina, Brazilia ce deservește zona Curitibanos.
Situat la o altitudine de 978 m, aeroportul dispune de 1 pistă.

## Infrastructură

### Piste
Aeroportul dispune de o singură pistă. Pista 11/29 are suprafața de asfalt și dimensiunile 1.240 m × 30 m. 